# Paul van Buitenen
Paul van Buitenen (n. 28 mai 1957, Breda, Țările de Jos) este un om politic neerlandez, membru al Parlamentului European în perioada 2004-2009 din partea Țărilor de Jos.
1. ↑  Deputații în Parlamentul European